# Markotabödöge
Markotabödöge [markota-bedege] (chorvatsky Budegera) je obec v Maďarsku v župě Győr-Moson-Sopron, spadající pod okres Csorna. Nachází se asi 11 km jihozápadně od Lébény, 13 km severovýchodně od Csorny a asi 29 km západně od Győru. V roce 2015 zde žilo 474 obyvatel. Dle údajů z roku 2011 tvoří 90,4 % obyvatelstva Maďaři, 0,9 % Němci a 0,2 % Romové, Rumuni a Řekové, přičemž 8,7 % obyvatel se ke své národnosti nevyjádřilo.
Obec se skládá ze dvou sloučených osad: Bödöge a Markota. Spojením jejich názvů vznikl název Markotabödöge.
První písemná zmínka o osadě Bödöge pochází z roku 1161, Markota je poprvé zmiňována v roce 1222. Nachází se zde katolický kostel Všech Svatých. Obcí samotnou prochází vedlejší silnice 8509, v jejím katastrálním území se ale také nachází její křižovatka s vedlejší silnicí 8503, která však přímo přes Markotabödöge neprochází.

## Sousední obce
| Růžice kompasu | Rábcakapi Cakóháza | Tárnokréti    |         | Růžice kompasu |
| Růžice kompasu | Bősárkány Maglóca  | Sever         | Fehértó | Růžice kompasu |
| Růžice kompasu | Bősárkány Maglóca  | Markotabödöge | Fehértó | Růžice kompasu |
| Růžice kompasu | Bősárkány Maglóca  | Jih           | Fehértó | Růžice kompasu |
| Růžice kompasu | Barbacs            |               | Kóny    | Růžice kompasu |